# Acer thomsonii
Acer thomsonii é uma espécie de árvore do gênero Acer, pertencente à família Aceraceae.